# 現代芸術振興財団
公益財団法人現代芸術振興財団(げんだいげいじゅつしんこうざいだん)は主たる事務所を東京都港区に置く日本の公益財団法人（2019年に、六本木・ピラミデビル4階にオフィスを構える）。
目的として「現代芸術に関する知識と教養の向上を図るため、現代アート芸術展の開催等による現代芸術の普及活動を行うとともに、若手芸術家及び若手音楽家を支援することによる技術の向上を図り、もって現代芸術の振興に寄与すること」を掲げる。
ZOZOの創業者である前澤友作により2012年11月6日に設立された。前澤は会長を務める。
CAFAA賞(Contemporary Art Foundation Artist Award)、CAF (Contemporary Art Foundation) 賞の選考、若手芸術家・若手音楽家に対する助成金交付などの活動を行っている。